# Cacongo (município)
Cacongo, anteriormente designado por Lândana, também conhecido por Malemba, ou Molembo é uma cidade e município na província de Cabinda, exclave de Angola. A sua sede e principal cidade é Cacongo.
O município é constituído pela comuna-sede, equivalente à cidade de Cacongo-Lândana, e ainda pela comuna de Dinge. Anteriormente seu território continha a comuna de Massabi.

## Geografia
Tem 1 732 km² e cerca de 21 mil habitantes. Situa-se na costa do oceano Atlântico, junto à baía de Lândana, sendo limitado a norte pelo município de Massabi, a leste pelo município de Necuto, a sul pelo município de Tando Zinze, e a oeste pelo oceano Atlântico.
Dois dos seus principais referenciais geográficos são o rio Chiloango e a planície pantanosa de Lândana.

## História
No século XV, quando os portugueses aí chegaram, o local era habitado por povos congos, e dominado pelo reino de Cacongo, um dos pequenos tributários do reino do Congo.
A localidade de Cacongo desenvolveu-se paralelamente, como um agitado centro de comércio na meia-rota entre a Ponta da Banana e Cabinda ao sul, e Massabi e a Ponta Negra ao norte. Na localidade havia, no século XIX, casas de comércio francesas, belgas, britânicas, neerlandesas, brasileiras e portuguesas. De seu porto e pequena baía, partiam navios a vapor para o rio Congo, Europa e outros portos africanos.
Sua localização intermediária e prosperidade comercial, transformou-a no centro catequista para a baixa bacia do Congo, principalmente a partir de 1873, quando inaugurou-se a Missão de São Tiago de Lândana, dirigida por padres do Espírito Santo. Em 1886 a Prefeitura Apostólica do Congo Português (depois Baixo Congo no Cubango) foi transferida de Mabanza Congo para a localidade, e ali permaneceu até 1914, quando a sé passou a ser Cabinda. Mesmo assim, permaneceu, até 1940, um importante centro paroquial e de seminário de formação, o mais frutífero dos tempos coloniais. Resquício deste período é a emblemática Igreja da Missão de Lândana, inaugurada em 1904, e actualmente classificada como património cultural.
O município foi criado em 8 de janeiro de 1941, designando-se "Vila Guilherme Capelo" até 1975.